# Trophée de Ligue 1
Le Trophée de Ligue 1 est le nom de la récompense reçue par l'équipe ayant remporté le championnat de France de football de Ligue 1, entre les saisons 2002/2003 et 2005/2006, date à laquelle il a été définitivement remporté par l'Olympique lyonnais et remplacé par un nouveau Trophée, Hexagoal.

Illustration du Trophée de Ligue 1.

## Description
Le trophée est une œuvre de la décoratrice et designer française Andrée Putman.
Il représente de manière stylisée un torse revêtu d'un maillot de football.

## Origines
Ce trophée a été créé par la Ligue de football professionnel pour combler un manque, celui d'une remise de récompense et d'un trophée matériel pour le champion de France de Ligue 1, à l'instar de ce qui se fait au niveau du football de clubs tant au niveau des Coupes nationales (Coupe de France de football, Coupe de la Ligue) qu'européennes ou mondiales (Ligue des champions, Coupe UEFA, Supercoupe de l'UEFA, ex-Coupe des Coupes, Coupe intercontinentale, Coupe du monde des clubs,...)
De plus, si on se réfère au football des équipes nationales, la victoire dans une compétition était elle aussi entérinée par la remise d'un trophée (Coupe du monde de la FIFA, Championnat d'Europe de football, Copa América ou encore Coupe des confédérations).
D'autres références peuvent être constituées par le Bouclier de Brennus ou la Coupe Magnus, récompenses remises respectivement à l'équipe championne de France de rugby à XV et de hockey sur glace, même si à l'instar de la Ligue des champions, ces championnats se terminent sur un mode fonctionnement Coupe, c'est-à-dire avec des matches à élimination directe.
Il existait bien un trophée auparavant, mais il n'était pas médiatisé et il n'y avait pas de remise officielle.

## Histoire
Représentant de manière stylisée un torse vêtu d’un maillot, il a été présenté pour la première fois au public le 6 mai 2003. Il a ensuite été remis pour la première fois à l'issue de la saison 2002-2003 à l'Olympique lyonnais, sacré champion de France cette saison-là.
L'équipe récompensée ne gardait le Trophée de Ligue 1 que pour une durée d'un an. La Ligue de football professionnel en restait propriétaire. Le trophée était rétrocédé peu avant la fin de la nouvelle saison à la ligue, pour permettre la remise à la nouvelle équipe championne de France. Une réplique était cependant remise définitivement à chaque équipe ayant reçu le véritable trophée.
Une clause était prévue permettant à une équipe de remporter définitivement le Trophée de Ligue 1. Pour se faire une équipe devait remporter cinq fois consécutivement le championnat.
L'équipe de l'Olympique lyonnais a réussi directement cet exploit en remportant le championnat de France en 2002, 2003, 2004, 2005 et 2006. Il devient ainsi le propriétaire officiel du Trophée de Ligue 1 tout en étant le seul club à l’avoir remporté.
Pour prendre la suite du Trophée de Ligue 1, la LFP a créé un nouveau trophée, Hexagoal, qui remplit les mêmes offices.

## Protocole
Le Trophée de Ligue 1 était remis au champion de France de football de Ligue 1, à la suite d'une cérémonie protocolaire se déroulant au centre du terrain. Cette remise se déroulait forcément à l'issue de la dernière journée du championnat de France de football de Ligue 1, même si le champion était connu auparavant (comme cela a d'ailleurs été le cas pour la saison 2004/2005, entre autres, où Lyon était mathématiquement sacré champion bien avant la dernière journée).
Ce protocole implique que la remise du Trophée de Ligue 1 ne se déroule pas forcément sur le terrain du club champion. En effet, en fonction du calendrier officiel du championnat, ce club champion peut très bien jouer à l'extérieur pour cette dernière journée.
Les hasards du calendrier ont fait que Lyon, durant la période de ce trophée, a fini son championnat à domicile quatre fois sur cinq ; la remise s'est donc toujours déroulée au Stade de Gerland sauf pour la saison 2007/2008 où il a eu lieu au Stade de l'Abbé-Deschamps à Auxerre.
Enfin, dans le cas de figure où, à l'issue de l'avant-dernière journée de championnat, deux ou plusieurs clubs avaient encore la possibilité mathématique d'être sacré champion, des copies du Trophée de Ligue 1 pouvaient être utilisées pour pourvoir du trophée officiel ou d'une de ses copies chaque stade où jouait un tel club. Ainsi, quels qu'eussent été les résultats de cette dernière journée, la cérémonie aurait pu se tenir immédiatement après la fin du match. Le club champion se serait vu remettre soit le trophée soit une copie pour les besoins de la cérémonie avant de recevoir pour un an le véritable trophée.